# 鄭雙雙
鄭雙雙（英語：Sherry Cheng，1989年10月6日—）華語女歌手，2009年參加三立電視台超級偶像歌唱選秀節目，2011年參加第三十三屆輔仁大學《青韻獎》獲得第一名，2012年參加台灣電視歌唱選秀節目《華人星光大道》第一屆賽事拿下第11名。同年三月獲得第二十九屆政治大學《金旋獎》獨唱組第一名。2013年在Legacy mimi舉辦《鄭雙雙True Soul》音樂會，並在同年參加東方衛視《中國夢之聲》第一季選秀節目比賽。2014年再次參加三立電視超級偶像擔任踢館魔王，五月於Legacy Taipei華山舉辦黑膠EP首發演唱會，並於5月30日發行個人首張黑膠EP《Night》。2015年於The Wall參與 Amy Winehouse紀念演唱會演出。2015年12月擔任TEDx NCU表演嘉賓。

## 簡歷
母親是音樂老師，鄭雙雙從小耳濡目染與家人一起欣賞古典音樂，十歲開始吹長笛到了國中成為學校首席，高中時加入熱音社開始接觸打鼓。進入輔仁大學之後參加校內各項歌唱比賽，也曾陸續參加校外歌唱比賽，進而被邀請參加第一屆《華人星光大道》比賽。 2018 年10月翻唱電影《一個巨星的誕生》（A Star is Born）主題曲之一 、《I'll Never Love Again》中文版現場影片。、〈Always Remember Us This Way〉中文版影片。

## 音樂選秀節目
2011年參加第一屆《華人星光大道》比賽時，陶喆老師曾在節目中說：「要追女生就是要選這種有個性、有品味的獨特女生，聲音和技巧又好，沒什麼好挑剔的。」，2013年前往中國大陸參加東方衛視《中國夢之聲》第一季選秀節目比賽，與劉思涵、許明明、洪雪峰共組Soulful組合。2014年則是擔任三立電視超級偶像的踢館魔王，與蘇玉貞、楊涵琁 PK。

## 表演活動
2018年5月12日 參與演出歌手范景翔《ME/CFS城市慢生活》 上海梅賽德斯音樂俱樂部公益晚會 ，8月29日起開始在台北 Legacy mini 的《聽覺動物》系列專場。2019年11月參與Simple Urban Plus 簡單生活節演出 。2021唐氏症基金會公益大使、主題曲I'll be there 創作人   。2021年11月，台北市文化局「音樂不斷電」活動、最終六強入選藝人  。

## 音樂作品

### 正規專輯
2024年《TIME》

### 黑膠EP
2014年：Night
2020年：BEHIND （页面存档备份，存于）

### 單曲
2025年〈Right Here〉－與鄭宜農合唱《北流五週年音樂共創計畫》

## 獎項紀錄
| 年份 | 頒獎典禮                | 獎項         | 專輯     | 入圍作品 | 結果 |
| ---- | ----------------------- | ------------ | -------- | -------- | ---- |
| 2025 | 第18屆Freshmusic Awards | 最佳女演唱人 | 《Time》 | 《Time》 | 提名 |
| 2025 | 第36屆金曲獎            | 最佳新人獎   | 《Time》 | 《Time》 | 提名 |

## 外部連結
- 遠見【交點。故事】鄭雙雙：靈魂新女聲 2014/5/23 （页面存档备份，存于）
- BadAmis壞阿美人、鄭雙雙 唱出一條不同的路 三立新聞 2014/12/18 （页面存档备份，存于）
- 星光歌手鄭雙雙撇緋聞 強勢回歸 自由時報 2014/4/18 （页面存档备份，存于）
- 月貝凡的音樂紀事馬來西亞純中文音樂網誌 2015/2/21 （页面存档备份，存于）
- 鄭雙雙的Facebook專頁
- _sherrycheng的Instagram帳戶